# Verd

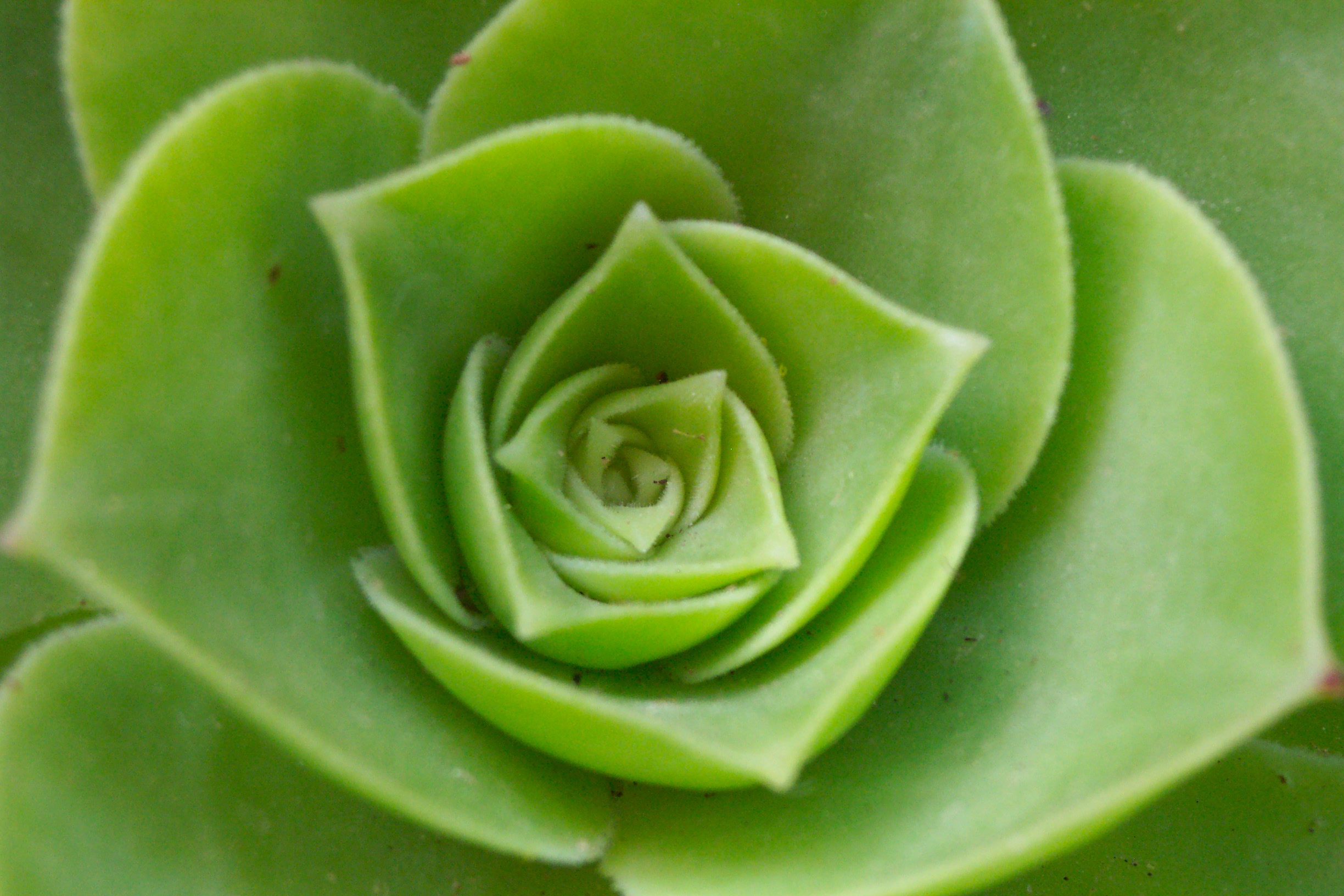
Verd

El verd és un dels tres colors primaris additius. La llum verda té una longitud d'ona d'uns 550 nm. És complementari (fotònica) del magenta (tonalitat de barreja de dos colors primaris, vermell i blau). És un dels colors que millor percep l'ull, els fluorescents (prop de 600 nanòmetres) són els que més ressalten a la vista i és més sensible a l'ull, d'aquí la raó per la qual la seva visió prolongada molesti la visió. El verd és un color freqüent en la natura. Les plantes són verdes perquè contenen clorofil·la. Barrejant pigments de colors blau i groc es crea aquest color.
En arts plàstiques, el contrari al verd és vermell (no ho confonguem amb els colors fotònics, els reals per dir-ho així). Són colors complementaris, ja que cadascú ressalta en la seva màxima expressió en estar un sobre l'altre: el verd ressaltarà més estant sobre un fons vermell i viceversa. En el cercle cromàtic, aquests dos colors estan ubicats de manera diametralment oposada.

## Etimologia
La paraula verd deriva del llatí virĭdis. La primera font data del segle xiii.

## Termes i tons de verd
No totes les llengües usen els mateixos termes bàsics de color. Hi ha diferents possibilitats de dividir l'espectre cromàtic pel que fa al verd:
- Llengües que no tenen cap paraula específica per al color verd ja que usen menys paraules bàsiques.
- Idiomes que uneixen els colors verd, blau i negre en una sola paraula comuna.
- Idiomes que consideren que el groc, el verd i el blau són matisos d'un sol color bàsic.
- Llengües que agrupen els colors verd i blau sota un mateix terme.
- Idiomes que tenen un sol mot per a designar el groc i el verd.
- Llengües que consideren el verd com a color independent, amb o sense tons amb mots específics. En català se sol usar el terme "verd" (dins l'entorn de colors) per referir-se a qualsevol dels tons del verd.

## El verd com a expressió
- L'expressió "verd" pot indicar el to sexual d'un escrit, frase, acudit, llibre, pel·lícula, etc. Així mateix, és utilitzat per denotar que alguna cosa o a algú li falta maduresa (està "verd"). En certs països, és un eufemisme d'òrgan sexual masculí.

- A Itàlia es va utilitzar un acrònim semblant durant el Risorgimento, que era VERDI, el que volia dir "Vittorio Emmanuele Re d'Italia", de manera que era freqüent sentir "VIVA VERDI", sense referir-se al conegut compositor.[3]

## Verd a la història i l'art

### Prehistòria
Les pintures rupestres del Neolític no tenen rastres de pigments verds, però els pobles neolítics del nord d'Europa van fer un colorant verd per a la roba, fet a partir de les fulles de l'arbre bedoll. Era de molt mala qualitat, més marró que verd. Les ceràmiques de l'antiga Mesopotàmia mostren persones amb vestits de color verd viu, però no se sap com es van produir els colors. Existeixen tints verds des de la prehistòria, pel color de la majoria de plantes que, aixafades, donaven un líquid verdós- marronós amb què es podien cobrir robes i objectes. La seva mala fixació ha fet que no perdurin.
Aquest lligam amb la natura va fer que de seguida adoptés connotacions de vida, primavera o renaixement. Els partits verds i els partidaris de l'ecologisme són hereus contemporanis d'aquesta associació.

### Història antiga

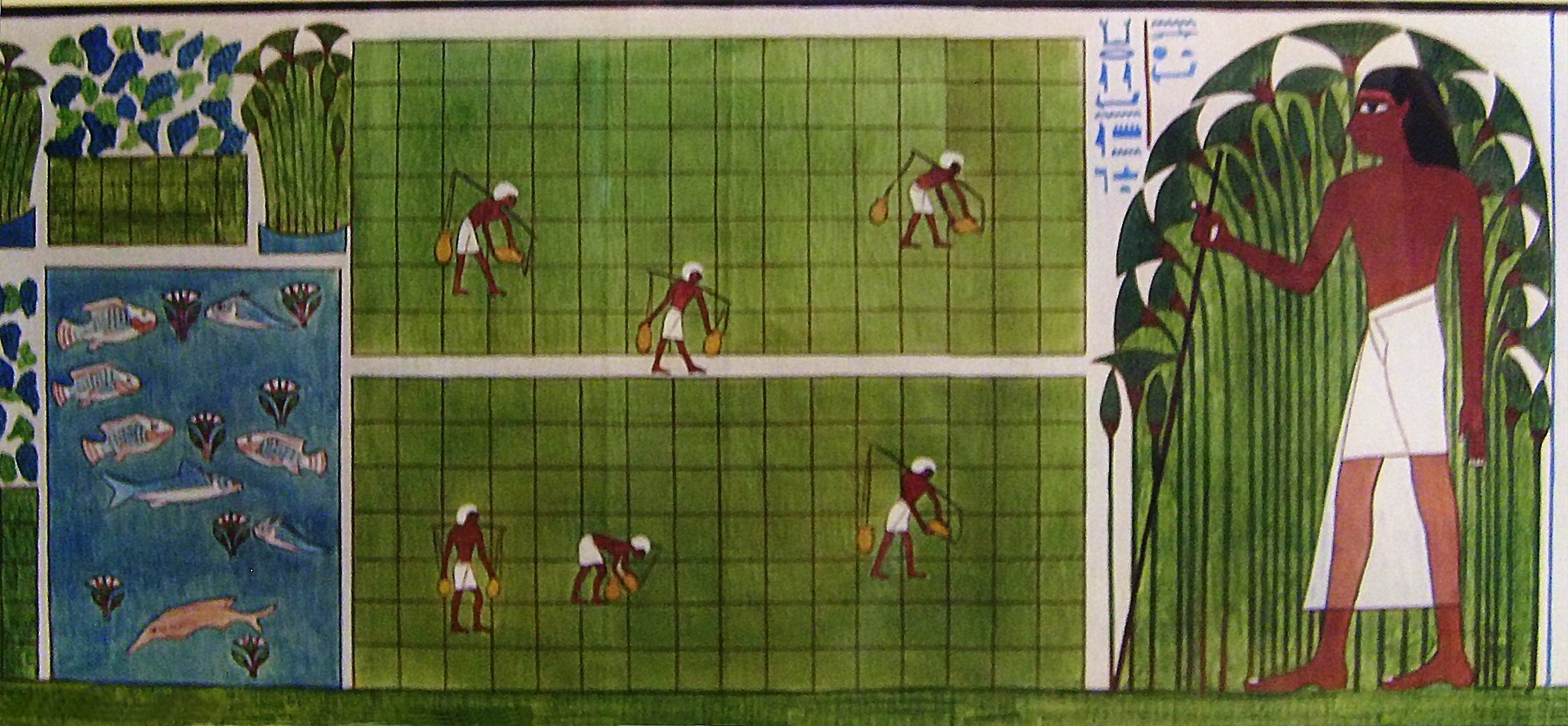
Els jardins de l'antic Egipte eren símbols del renaixement. Pintura de la tomba dels jardins d'Amon al temple de Karnak, des de la tomba de Nakh, el principal jardiner. Principis del segle xiv aC.
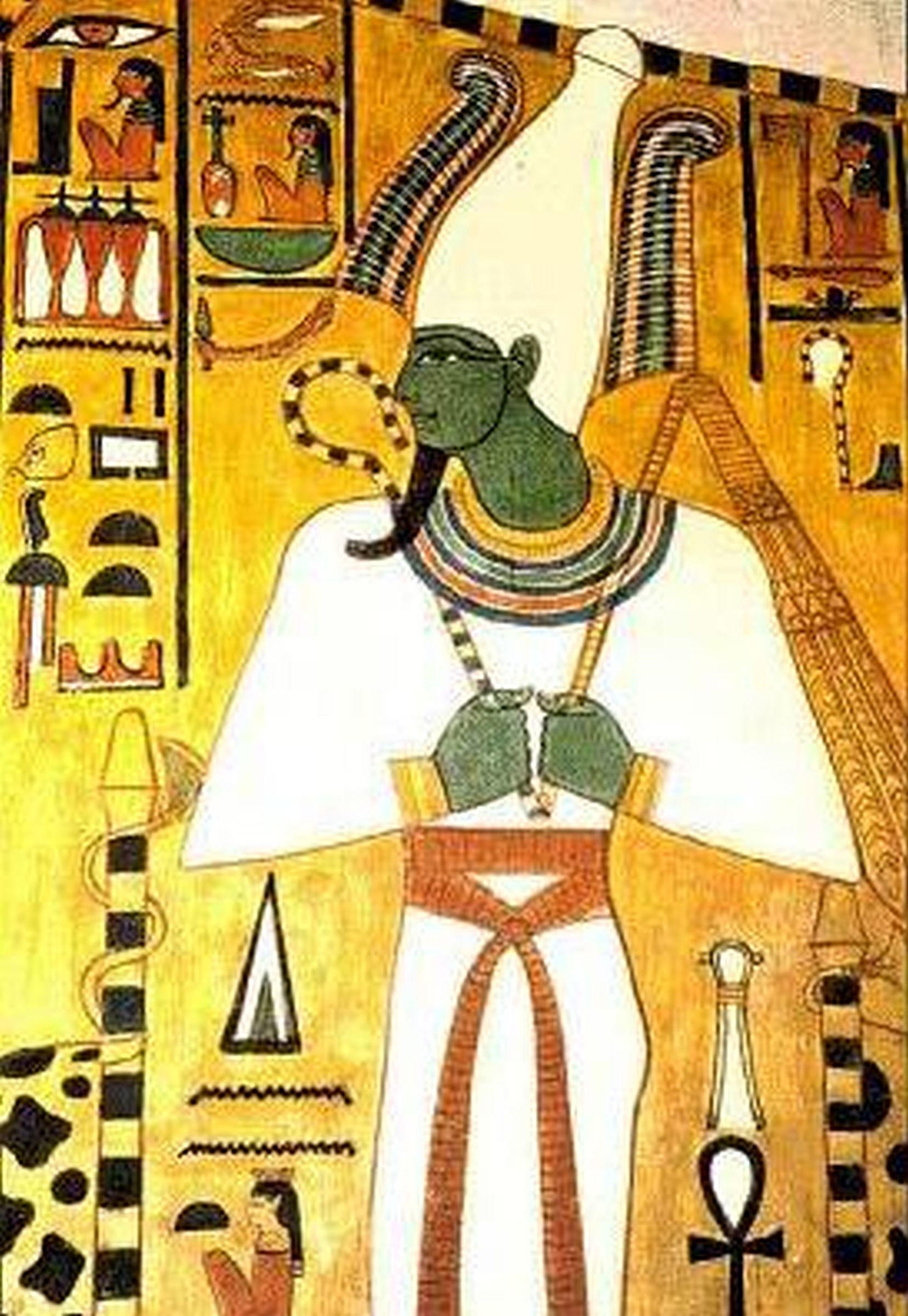
El déu de l'Antic Egipte Osiris, governant de l'inframón i del renaixement i la regeneració, es mostrava típicament amb una cara verda. (Tomba de Nefertari, 1295–1253 aC)
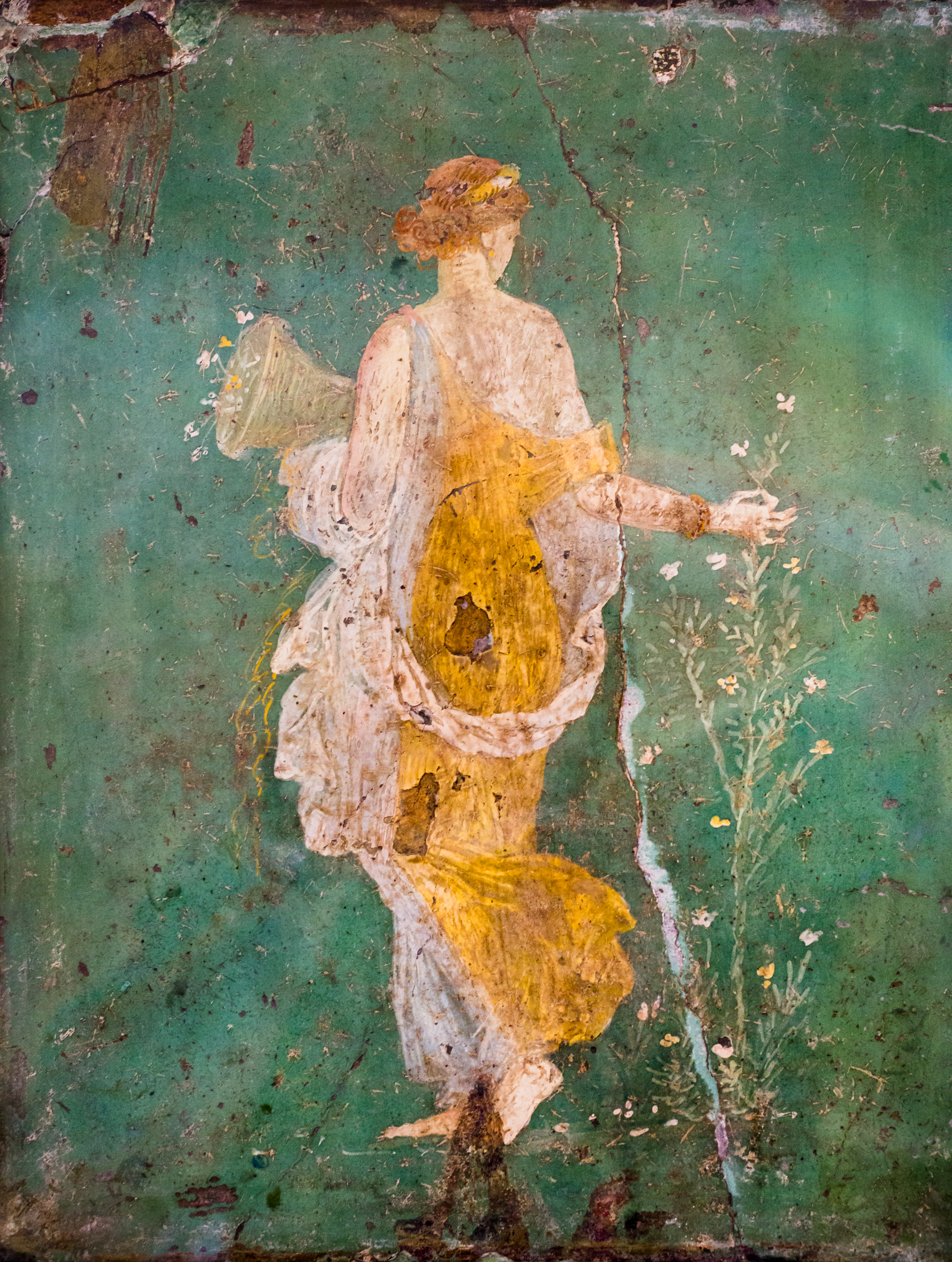
Antic fresc romà de Flora, o Primavera, de Stabiae (segle ii)
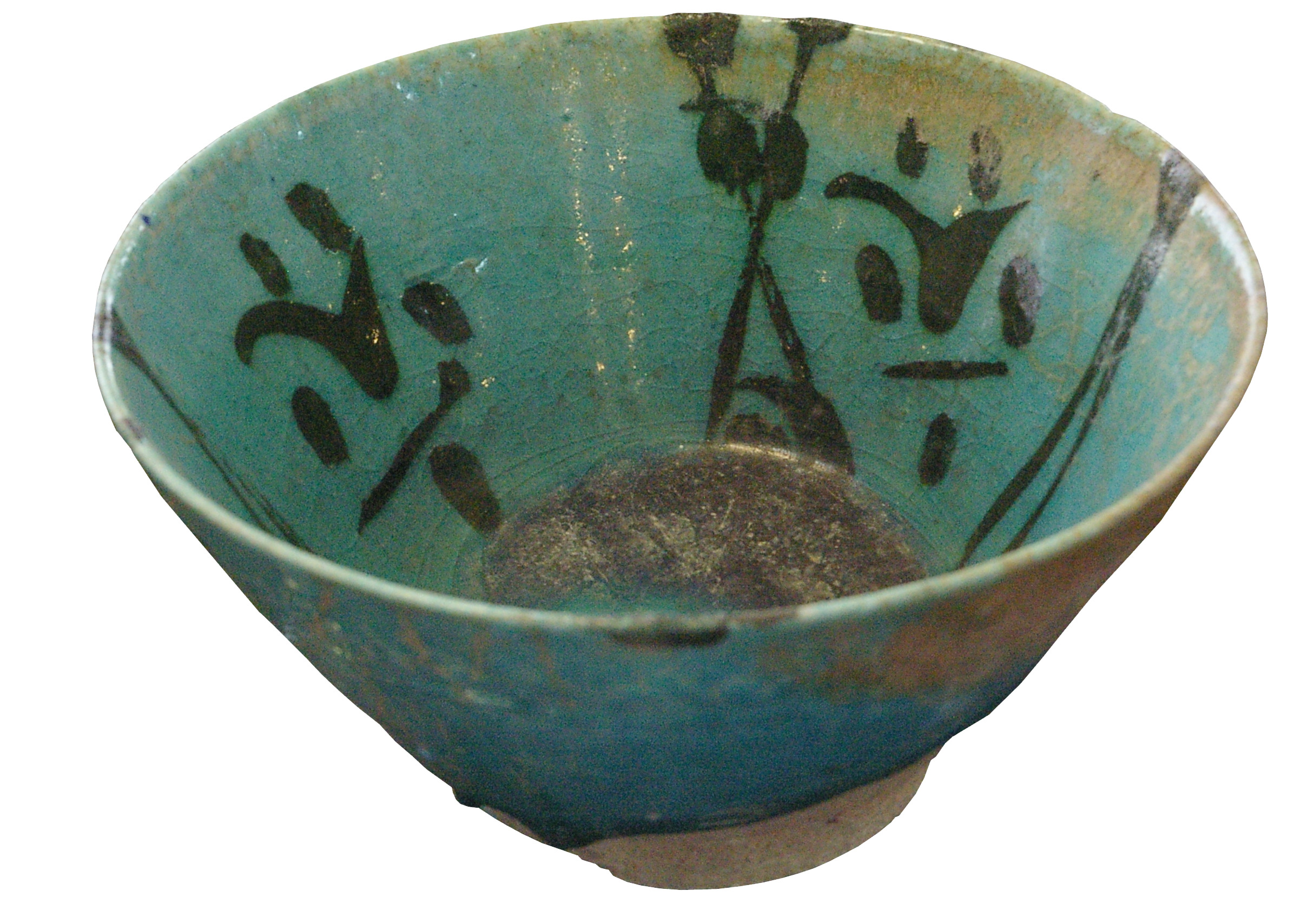
Ceràmica de Gorgan, principis del segle xiii

A l'antic Egipte, el verd era el símbol de la regeneració i el renaixement, i dels cultius fets possibles per la inundació anual del Nil. Per pintar a les parets de les tombes o al papir, els artistes egipcis utilitzaven malaquita mòlta finament, extreta a l'oest del Sinaí i al desert oriental; una caixa de pintura amb pigment de malaquita es va trobar dins de la tomba del rei Tutankamon. També feien servir un pigment de terra verda menys car, o una barreja d'ocre groc i blau atzurita. Per tenyir els teixits de verd, primer els tenyien de groc amb tint fet de safrà i després els remullaven amb tint blau de les arrels de l'herba del pastell.
Per als antics egipcis, el verd tenia associacions molt positives. El jeroglífic del verd representava un brot de papir en creixement, mostrant l'estreta connexió entre el verd, la vegetació, el vigor i el creixement. A les pintures murals, el governant de l'inframón, Osiris, es representava normalment amb una cara verda, perquè el verd era el símbol de la bona salut i el renaixement. A les tombes es van trobar paletes de maquillatge facial verd, fetes amb malaquita. En portaven tant els vius com els morts, especialment al voltant dels ulls, per protegir-los del mal. Les tombes també contenien sovint petits amulets verds en forma de escarabats fets de malaquita, que protegirien i donarien vigor al difunt. També simbolitzava el mar, que s'anomenava el "Molt Verd".
A l'antiga Grècia, el verd i el blau de vegades es considerava el mateix color, i la mateixa paraula de vegades descrivia el color del mar i el color dels arbres. El filòsof Demòcrit va descriure dos verds diferents: cloron, o verd pàl·lid, i prasinon, o porro verd. Aristòtil considerava que el verd es trobava a mig camí entre el negre, que simbolitza la terra, i el blanc, que simbolitza l'aigua. No obstant, el verd no es comptava entre els quatre colors clàssics de la pintura grega (vermell, groc, blanc i negre) i rarament es troba en l'art grec.
Els romans tenien una major apreciació pel color verd; era el color de Venus, la deessa dels jardins, les hortalisses i les vinyes. Els romans fabricaven un pigment de terra verda fina que s'utilitzava àmpliament en les pintures murals de Pompeia, Herculà, Lió, Vaison-la-Romaine i altres ciutats romanes. També empraven el pigment verdigris, fet per remull de plaques de coure en vi fermentant. Al segle segle ii dC, els romans utilitzaven el verd en pintures, mosaics i vidre, i hi havia deu paraules diferents en llatí per a varietats de verd.

### Història postclàssica

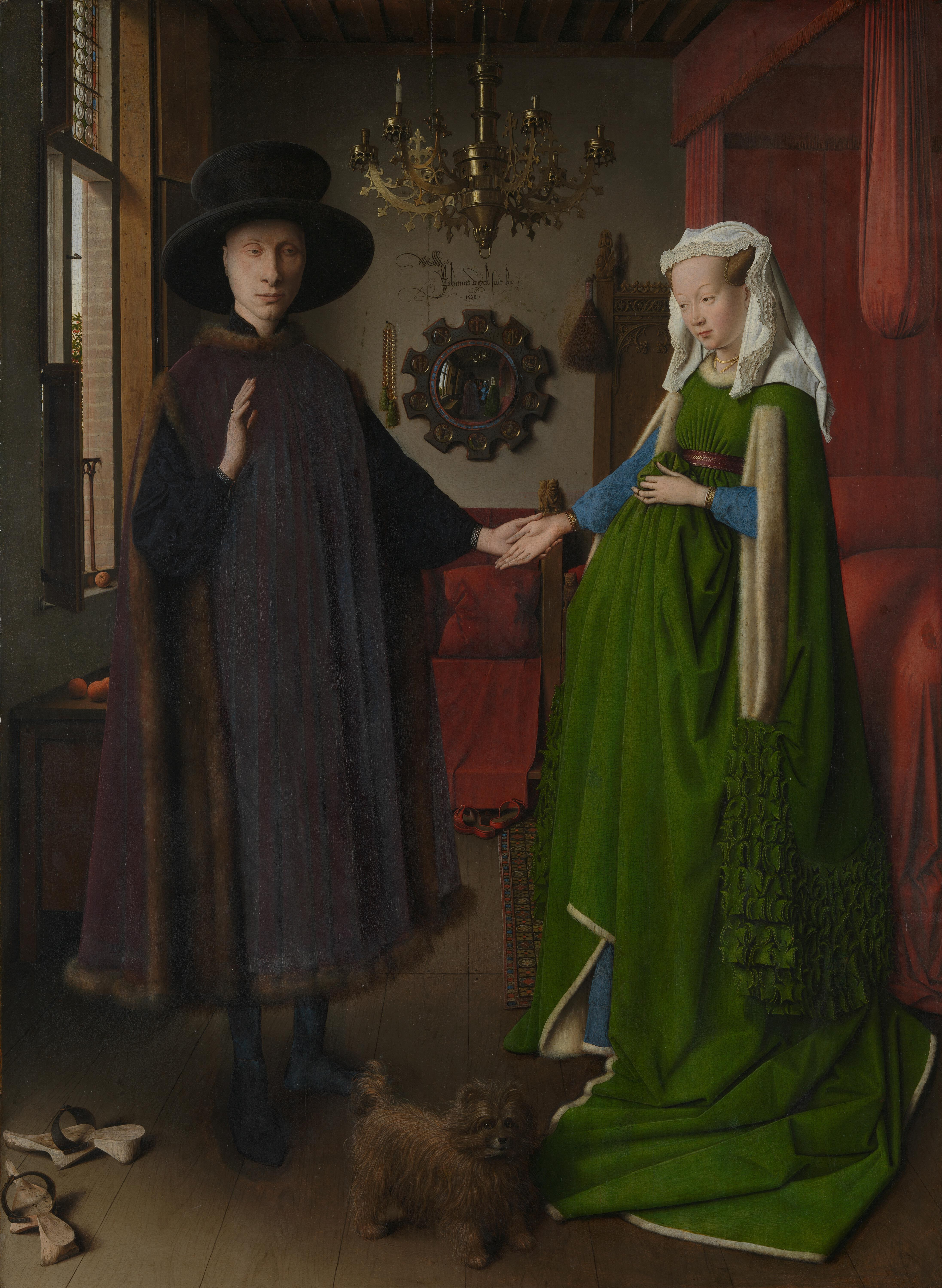
A El matrimoni Arnolfini de Jan van Eyck (1434), la rica tela verda del vestit mostrava la riquesa i l'estatus de la família.
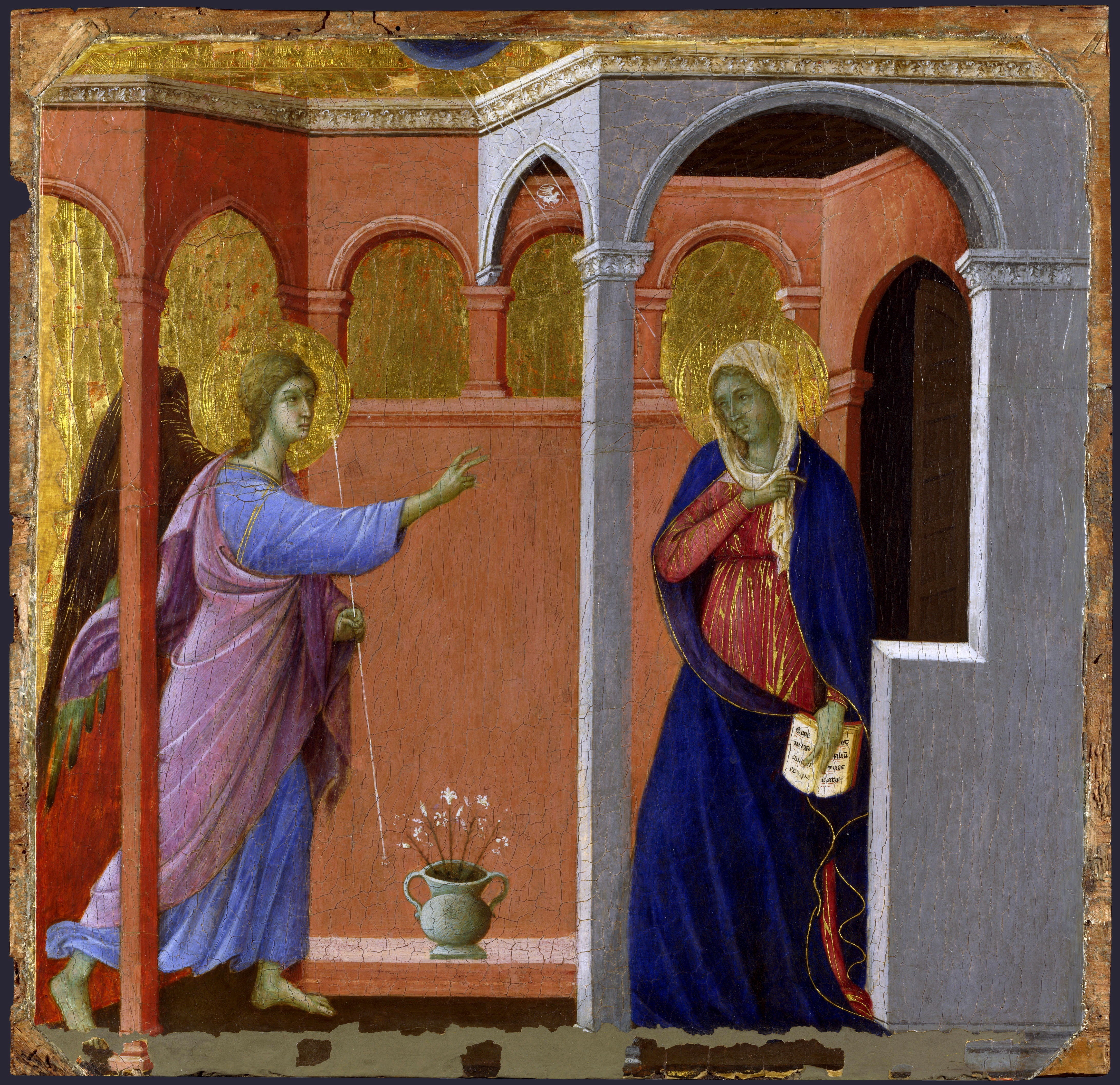
Duccio di Buoninsegna va pintar les cares d'aquesta pintura (1308–1311) amb una capa inferior de pigment de terra verda. La superfície rosa s'ha esvaït, fent que les cares semblin verdes avui.
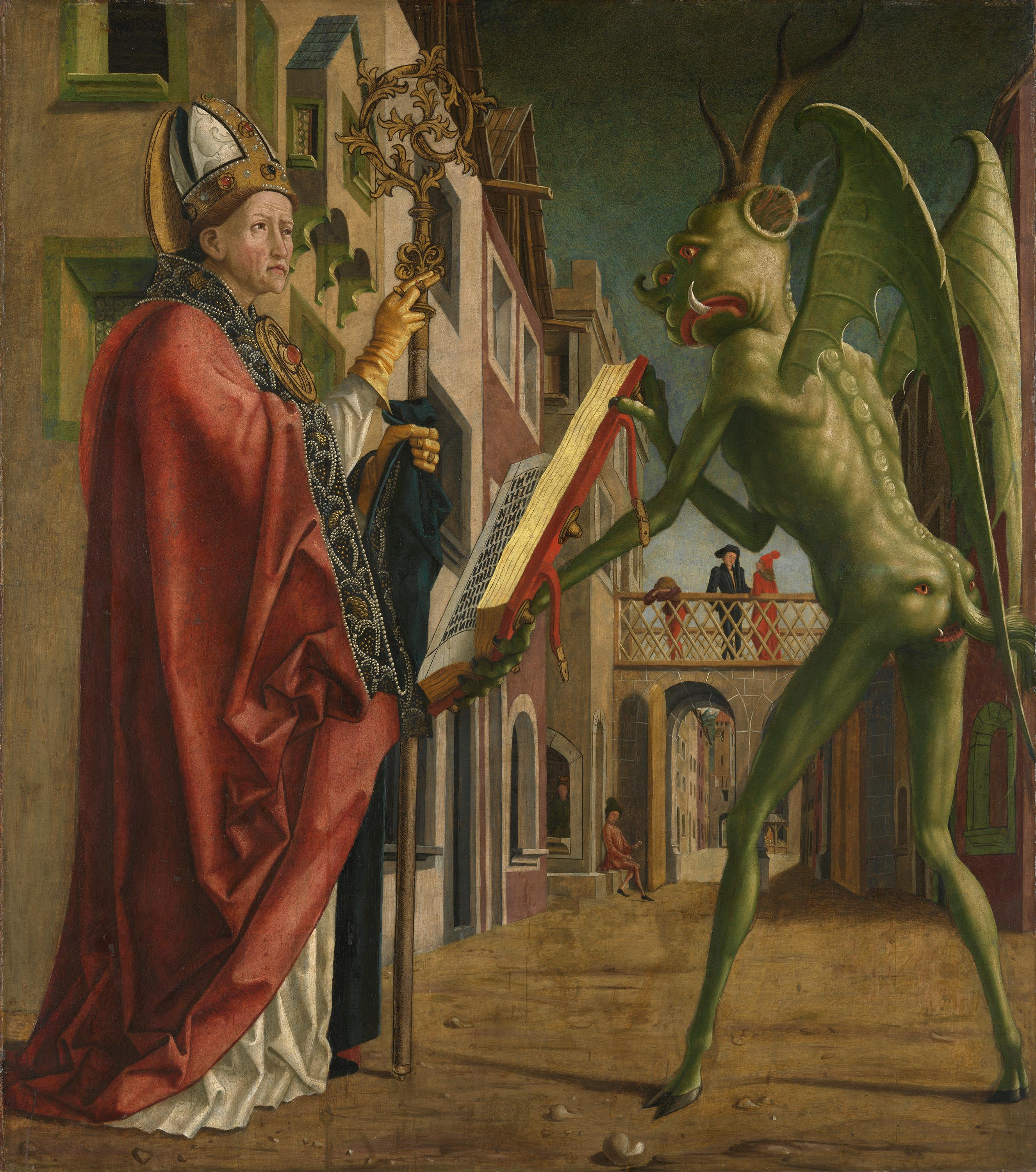
Al segle XV Sant Wolfgang i el diable de Michael Pacher, el Diable és verd. Poetes com Chaucer també van establir connexions entre el color verd i el diable.
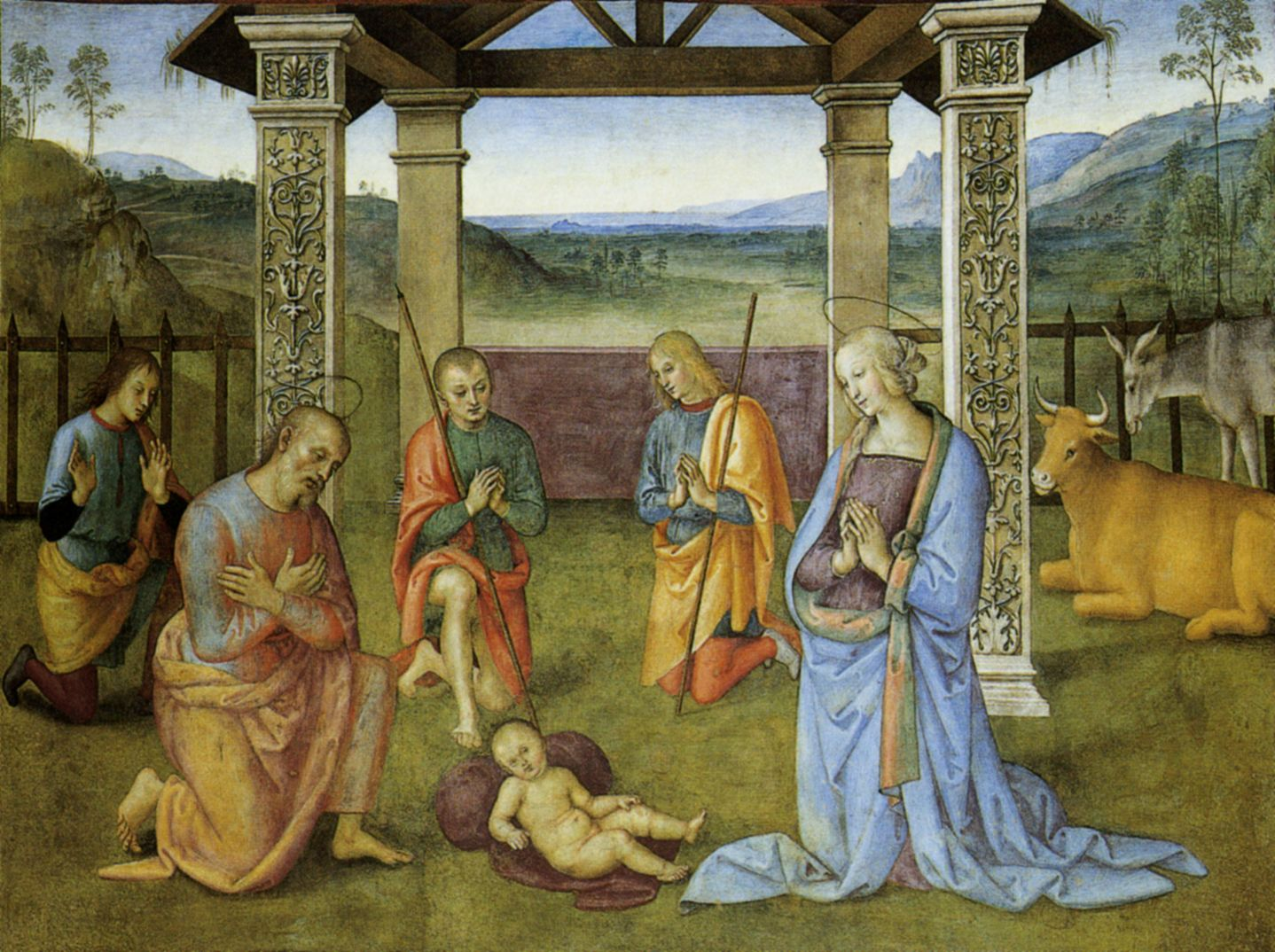
En aquesta pintura de Perugino de 1503, es va utilitzar pigment de malaquita per pintar les peces de vestir de color verd brillant dels adoradors, mentre que els verds de fons es van pintar amb pigments de terra verda.

A l'Edat Mitjana i al Renaixement, el color de la roba mostrava el rang social i la professió d'una persona. El vermell només el podien portar la noblesa, el marró i el gris els pagesos i el verd els comerciants, els banquers i la noblesa i les seves famílies.
Com que és un color propi dels rèptils i la serp al cristianisme té la connotació de pecat (i tot els éssers escatosos simbolitzen la luxúria per extensió), a les pintures medievals el diable pot aparèixer de verds. Per als trobadors és el color de l'amor, lligat al plaer i la devoció, i lluny del matrimoni. En ambdós casos aquestes connotacions van ser absorbides pel color vermell però el lligam sexual és patent encara en expressions com "acudit verd".
No hi havia bons colorants verds vegetals que resistíssin el rentat i la llum solar per a aquells que volien o havien de portar verd. Els colorants verds es feien amb les baies de falguera, plàtan de cuinar, arçot, el suc d'ortigues i de porro, la planta digitalis, la ginesta, les fulles del freixe, i l'escorça de l'alnus, però s'esvaïen ràpidament o canviaven de color. Només al segle segle xvi es va produir un bon colorant verd, tenyint primer la tela de blau amb guada, i després de groc amb Reseda luteola, també coneguda com a males herbes grogues.
Els pigments de què disposaven els pintors eren més variats; els monjos dels monestirs feien servir el verdgris, fet per remull de coure en vi fermentant, per acolorir els manuscrits medievals. També feien servir malaquita finament mòlta, que feia un verd lluminós. Van utilitzar colors verds de la terra per als fons.
Durant l'inici del Renaixement, pintors com Duccio di Buoninsegna van aprendre a pintar les cares primer amb una capa inferior verda, després amb rosa, la qual cosa donava a les cares una tonalitat més realista. Al llarg dels segles, el rosa s'ha esvaït, fent que algunes de les cares semblin verdes.

### Història contemporània

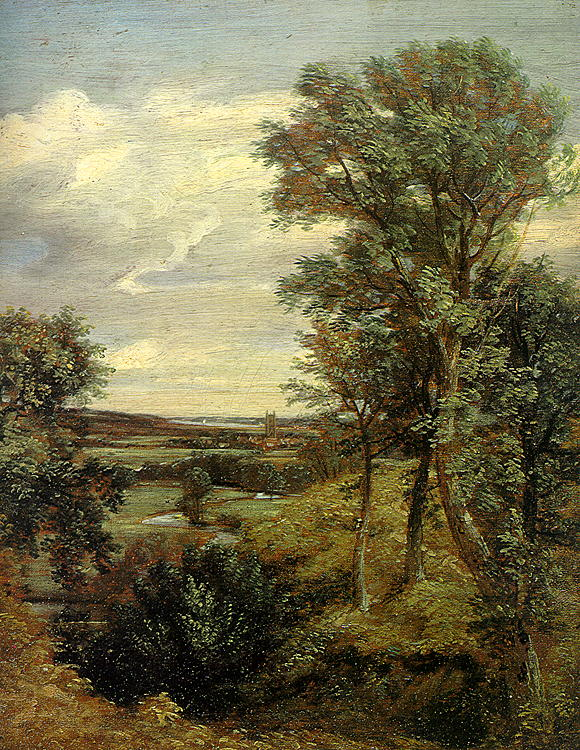
Vall de Dedhan (1802) de John Constable.
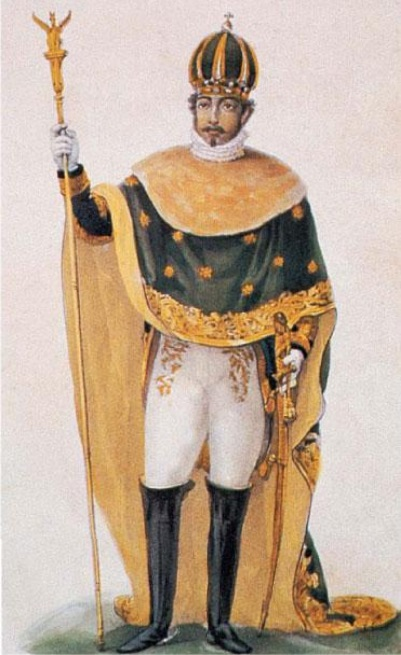
A la pintura de Jean-Baptiste Debret (1822), l'emperador Pere I del Brasil amb el mantell imperial decorat amb tela verda.
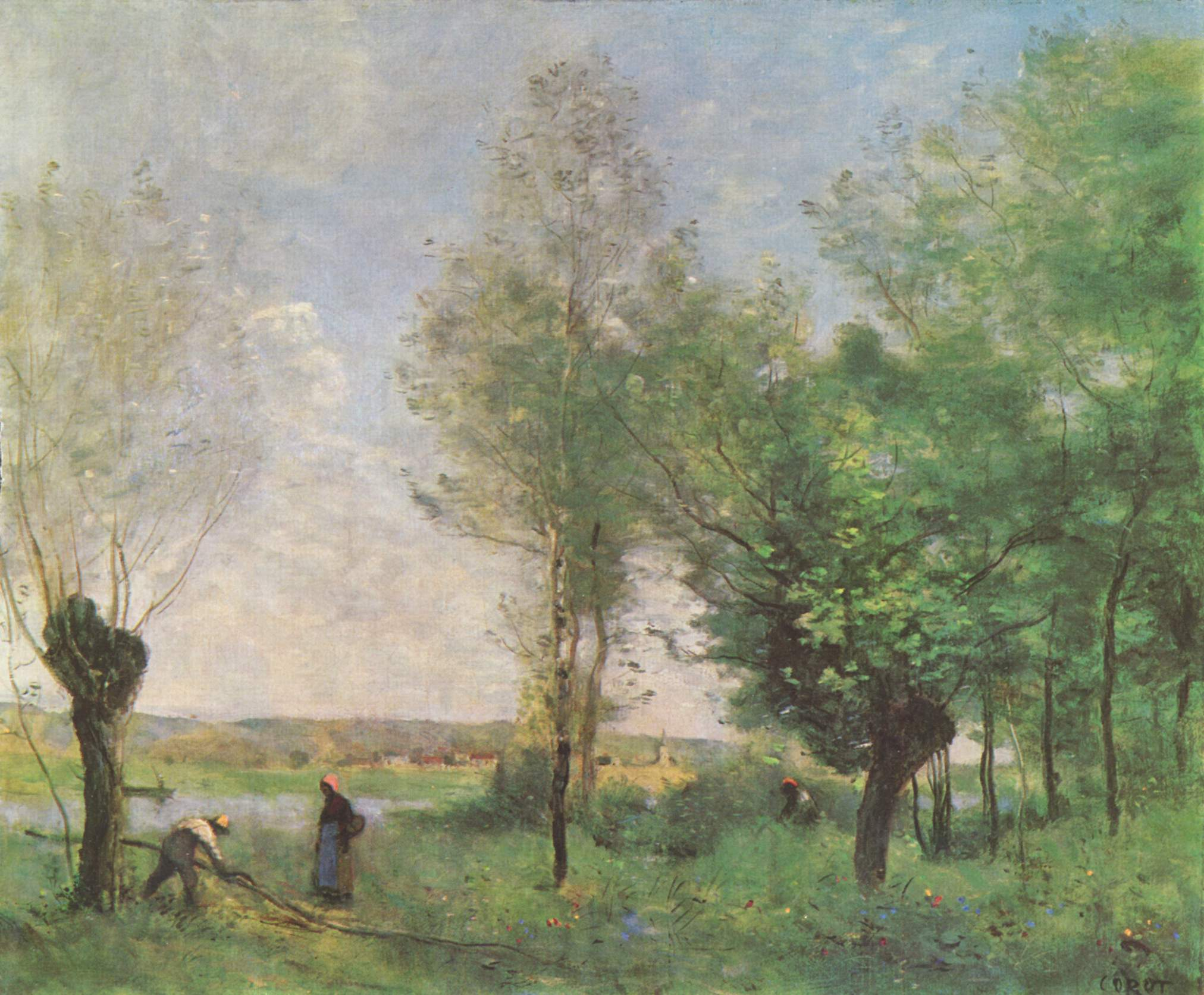
En les pintures de Jean-Baptiste Camille Corot (1796–1875), el verd dels arbres i la natura es va convertir en l'element central de la pintura, amb les persones en un paper secundari.
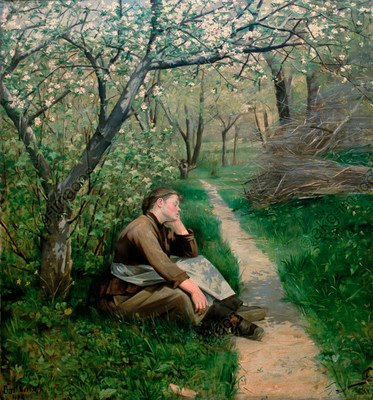
Primavera, per Marie Bashkirtseff, 1884
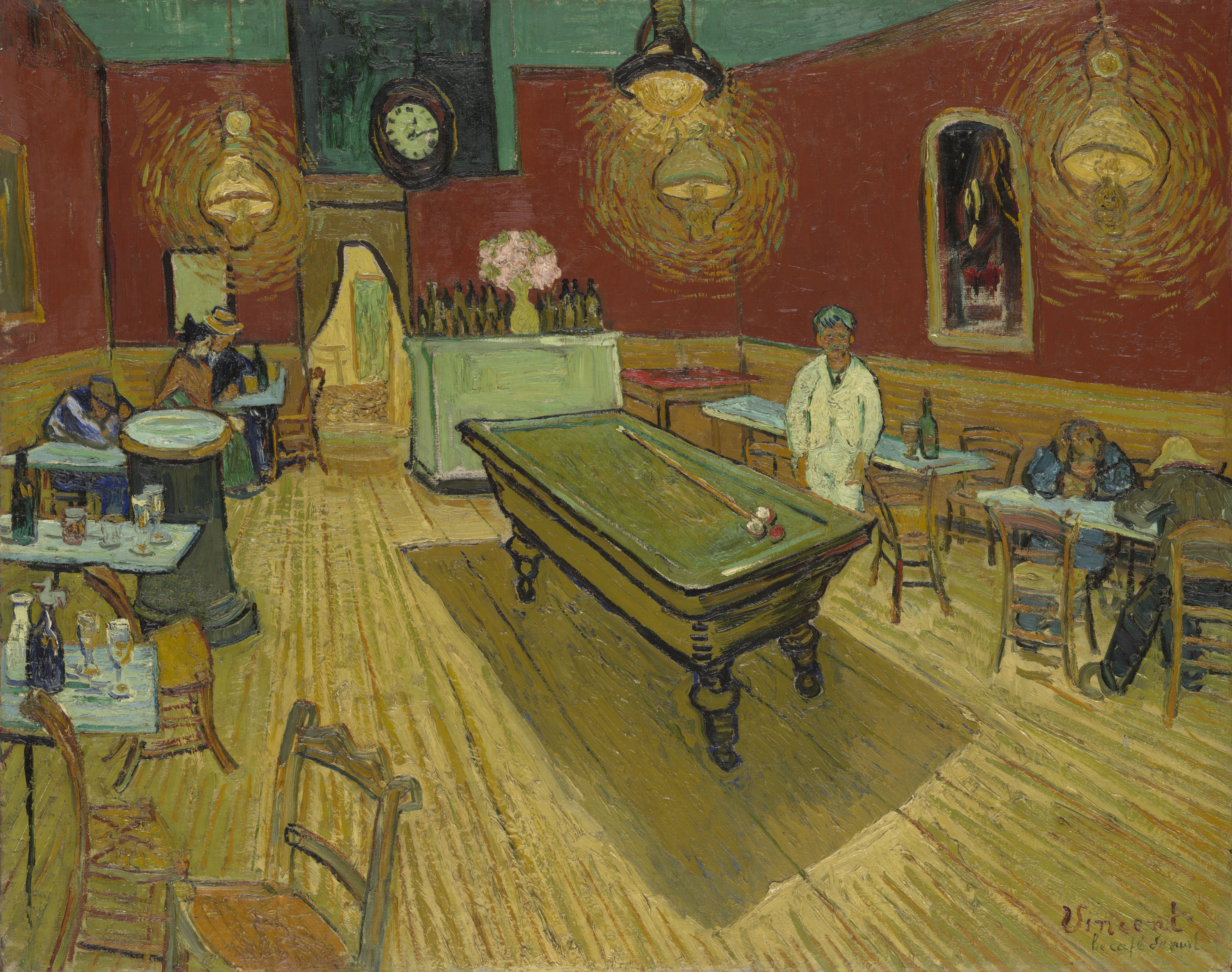
El cafè de nit (1888), de Vincent van Gogh, utilitzava el vermell i el verd per expressar el que Van Gogh anomenava "les terribles passions humanes".
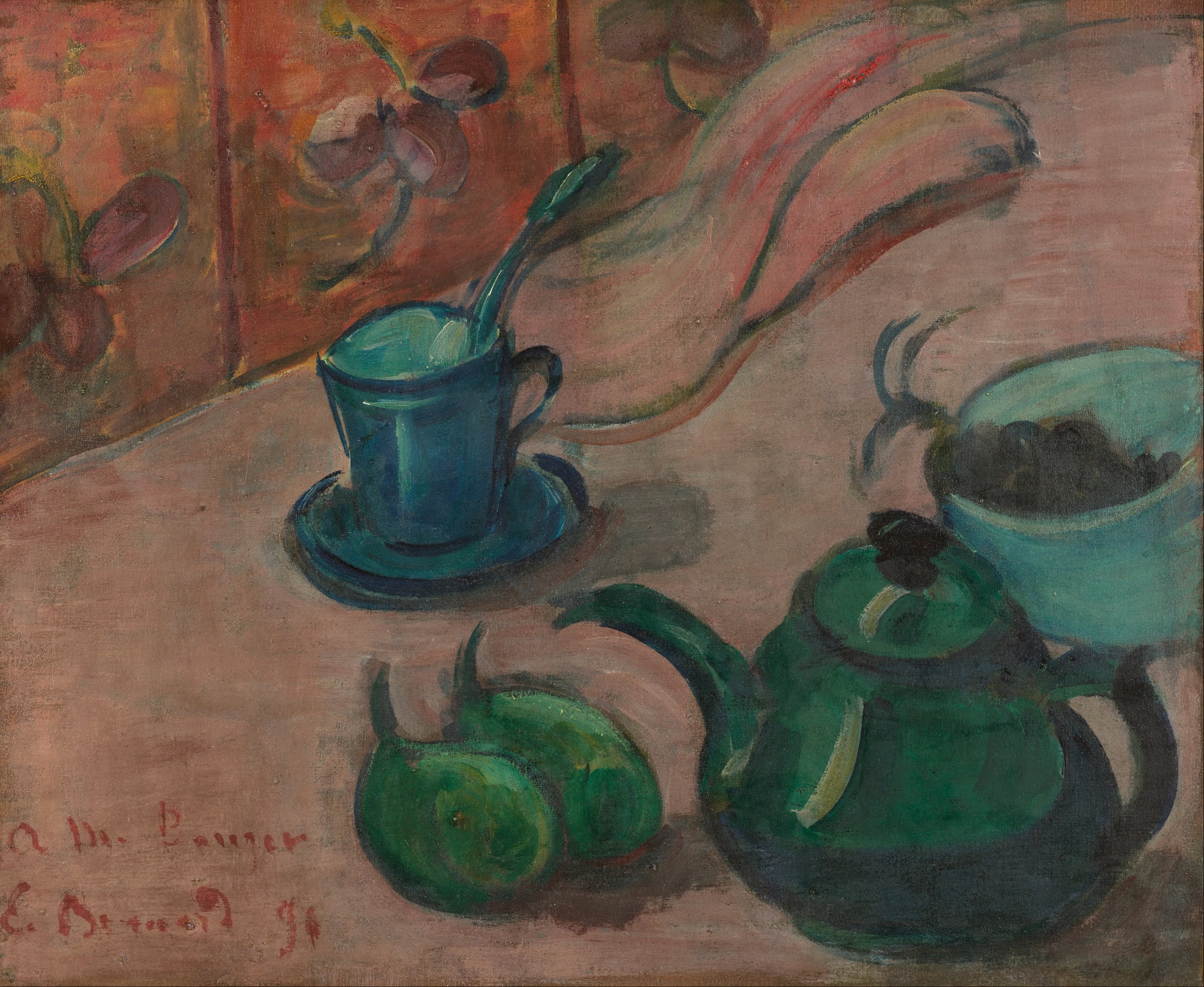
Émile Bernard – Bodegó amb tetera verda, tassa i fruita, 1890
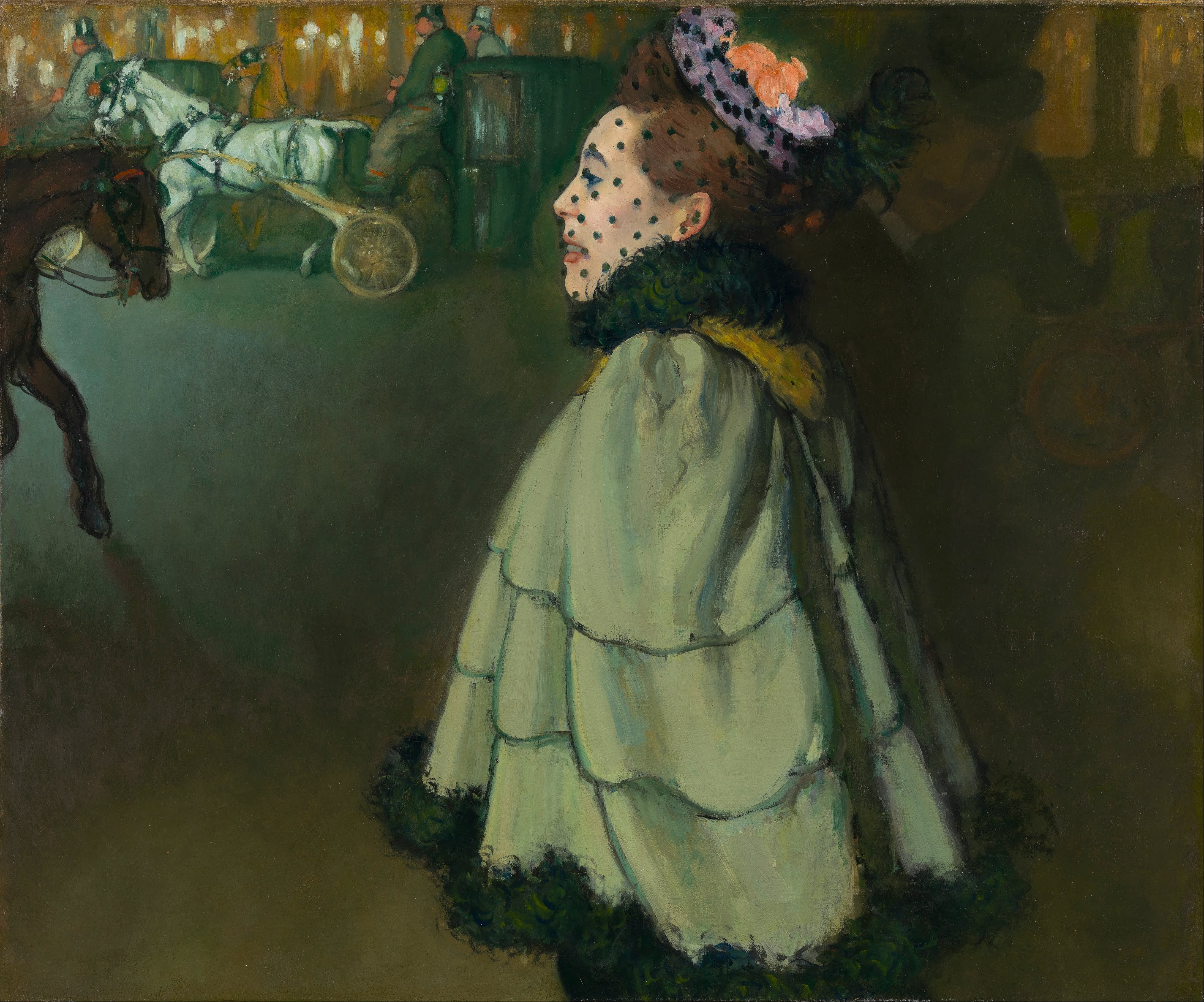
Louis Anquetin – Dona als Camps Elisis de nit

Els segles segle xviii i segle xix van portar el descobriment i la producció de pigments i colorants verds sintètics, que van substituir ràpidament els pigments i colorants minerals i vegetals anteriors. Aquests nous colorants eren més estables i brillants que els colorants vegetals, però alguns contenien alts nivells d'arsènic, i finalment es van prohibir. El verd es va associar amb el moviment romàntic en la literatura i l'art. El poeta i filòsof alemany Goethe va declarar que el verd era el color més tranquil, adequat per decorar dormitoris. Pintors com John Constable i Jean-Baptiste Camille Corot van representar el verd exuberant dels paisatges rurals i dels boscos. El verd es va contrastar amb els grisos i negres fumats de la Revolució Industrial.
La segona meitat del segle xix va veure l'ús del verd en l'art per crear emocions específiques, no només per imitar la natura. Un dels primers a fer del color l'element central de la seva imatge va ser l'artista estatunidenc James McNeill Whistler, que va crear una sèrie de pintures anomenades "simfonies" o "nocturns" de color.
El final del segle xix també va portar l'estudi sistemàtic de la teoria del color, i en particular l'estudi de com els colors complementaris com el vermell i el verd es reforçaven mútuament quan es col·locaven l'un al costat de l'altre. Aquests estudis van ser seguits amb avidesa per artistes com Vincent van Gogh. Descrivint la seva pintura, El cafè de nit, al seu germà Theo el 1888, Van Gogh va escriure: «Vaig intentar expressar amb vermell i verd les terribles passions humanes. El saló és vermell sang i groc pàl·lid, amb una taula de billar verda al centre, i quatre llums de color groc llimona, amb raigs taronja i verd. A tot arreu és una batalla i antítesi dels més diferents vermells i verds.»
A la dècada de 1980 el verd es va convertir en un símbol polític, el color del Partit Verd a Alemanya i en molts altres països europeus. Simbolitzava el moviment ecologista, i també una nova política d'esquerra que rebutjava el socialisme i el comunisme tradicionals.

## Ceguesa al color verd
Les persones amb dificultats per distingir el color verd s'anomenen deuteranomales. La deuteranopia pot consistir en una capacitat parcial de percepció del color verd o en una incapacitat total, depenent de la condició dels cons-M de l'individu deuteranòmal. Els cons-M són les cèl·lules de la retina que perceben les longituds d'ona lumíniques mitjanes; si són defectuoses, produeixen una ceguesa parcial al verd, i si falten del tot produeixen una ceguesa total a aquest color, o deuteranopia.
Aquest és el tipus de daltonisme que afectava a John Dalton, que va ser el primer a assenyalar la seva existència i investigar-ho, el 1794.